# El Diluvio (periódico)
El Diluvio fue un periódico publicado en la ciudad española de Barcelona entre 1879 y 1939.
Mantuvo una orientación republicana —con especial cercanía a los sectores federalistas— y anticlerical. Escrito en castellano, surgió como un continuador de El Telégrafo, otro periódico fundado en 1858 en Barcelona.Su tirada osciló entre los 40.000 ejemplares de principios de siglo y los 150.000 de la etapa republicana. Las cifras de la época no tienen un contraste objetivo, pero sí se puede afirmar que el diario tenía un gran impacto a partir de la gran presencia de la publicidad en sus páginas, que podía superar el 50%. Era el gran periódico popular de la Barcelona de la época. Sus ejemplares se encontraban en lugares de gran afluencia, como tabernas, peluquerías, ateneos, fábricas y talleres, donde a menudo se leía en voz alta.
El primer número apareció el 10 de febrero de 1879, siendo el fundador Ferran Patxot junto a Manuel de Lasarte i Rodríguez-Cardoso, quien sería su primer director. Le sucederían a este en la dirección Josep Laribal (1881-1895), Pedro Sala y Villaret (1901-1916),Jaume Brossa (1916-1919) Jaime Claramunt (1919-1938) y Antonio Huerta (1938-1939). El periódico ha sido descrito como «el más independiente, popular y longevo de la variopinta familia de la prensa republicana» de Barcelona.
En 1929 se instaló en el Eixample, en el número 345 de la calle del Consell de Cent. La II República fue el gran momento del diario, que siempre había defendido al sistema republicano como fórmula política. Siguió con detalle la conferencia de izquierdas que dio lugar a ERC y vio a Francesc Macià un líder político capaz de avanzar hacia la República Federal. En todas las contiendas electorales de la época defendió la coalición de las fuerzas republicanas y, al no conseguirlo, criticó a los partidos amargamente. Al morir Macià en Navidad de 1933, El Diluvio propuso que el relevo fuera Lluís Companys, que había sido colaborador del diario y compañero de celda en prisión de algún redactor. Cuando Alejandro Lerroux pasó con su partido en el bloque de la derecha política y formó gobierno en varias ocasiones, El Diluvio fue un crítico feroz por lo que consideraba una traición al movimiento republicano. El director del diario, Jaime Claramunt, escribió una serie de artículos que reunió en un libreto que se tituló "El pitjor enemigo de la República" en septiembre de 1934. Con motivo de la proclamación de los hechos de octubre de ' ese año, el diario fue suspendido de ciculación durante unas semanas por el gobierno de derechas del momento y al mismo tiempo que La Humanidad, La Opinión y La Publicidad. Cuando reapareció tuvo que hacer frente a la censura previa, que se había instaurado en octubre y no volvería a levantarse hasta 1967. Durante los años previos a la guerra, las páginas del diario muestran blancos y textos tachados en más de trescientas ocasiones, de las cuales una treintena corresponden al artículo editorial que se publicaba en portada.
El Diluvio entrevistó en dos ocasiones a Lluís Companys cuando se encontraba preso en el penal de Cádiz. Durante la campaña de las elecciones de febrero de 1936 el diario apoyó al Frente de Izquierdas y celebró la liberación de Companys, que visitó la Redacción del diario como muestra de agradecimiento. Aquella primavera El Diluvio organizó la ceremonia de inauguración del monumento a la República y Pi i Margall en el cruce del Paseo de Gracia y la Diagonal de Barcelona. Un acto que no se había podido celebrar cuando el monumento terminó, en 1935, por la intervención política de la Generalitat y el Ayuntamiento de Barcelona.
Cuando empezó la guerra civil el diario se posicionó a favor de la República e hizo una portada con un gran titular "¡No pasarán!". En los siguientes años el diario sufrió la escasez de papel y las limitaciones de todo tipo que impuso la situación de guerra. Se organizó una colecta por las víctimas de la guerra, se recogían hojas de afeitar, jabón, ropa interior y otros bienes de uso diario por los soldados del frente, que también recibían ejemplares del diario enviados por la empresa. El Diluvio no fue incautado por ningún partido o sindicato como ocurrió en el resto de empresas periodísticas no ligadas a partidos políticos. Nadie dudaba de la fe republicana del diario, pero el gobierno de la República terminó imponiendo la tutela de un partido. Se hizo un acuerdo con la Unión Republicana de Diego Martínez Barrio a principios de 1938 y poco después fue la UGT del País Vasco la que se hizo con el control del diario hasta el fin de la guerra.
Dejó de editarse cuando las tropas franquistas entraron en Barcelona el 25 de enero de 1939. Su propietario, Manuel de Lasarte y Aran, fue encarcelado y murió en la cárcel Modelo de Barcelona. Jaime Claramunt regresó a Cuba, donde había nacido, mientras que Frederic Pujulà fue también encarcelado con una condena de muerte que después se conmutó por 20 años de cárcel, de los que cumplió dos años y unos meses.